# Boyd Raeburn
Boyd Raeburn, (Faith, Dél-Dakota, 1913. október 27. – Lafayette, 1966. augusztus 2.) amerikai zenekarvezető, altszaxofonos.

## Pályafutása
Boyd a dél-dakotai Faith városában született. Raeburn a Chicagói Egyetemre járt, ahol egy egyetemi zenekart vezetett. Legkorábbi tapasztalatait kereskedelmi zenekarvezetőként szerezte a Chicagói Világkiállításon (1933–1934). Abban az évtizedben tánczenekarokban dolgozott, néha vezette is őket.
A következő évtizedben zenekara swinget játszott. Későbbi nagyzenekara, amely aktívan 1944-1947 között olyan hangszereléseket adott elő, amelyek gyakran hasonlítottak a Woody Herman által használt feldolgozásokhoz és Stan Kenton progresszív dzsesszéhez. A George Handy által hangszerelt kompozíciók voltak a leginkább előremutatóak, olykor Igor Stravinsky módján disszonanciát is használva.
Raeburn második felesége Ginny Powell énekes volt, akinek a Rip Van Winkle-t írta. A pár 1946-ban házasodott össze, két gyermekük született. Powell a férje mellett Harry Jamesszel és Gene Krupával is énekelt.
Raeburn 1966-ban szívrohamban halt meg 52 évesen. Powell-lel közös fia a a New Orleans-i Jazz William Ransom Hogan Archívumának kurátora volt 2017. decemberéig.

## Albumok
- Boyd Meets Stravinski (1955)
- Man with the Horns (1955)
- Dance Spectacular (1956)
- Fraternity Rush (957)
- On the Air Vol. 1 (1974)
- Rhythms by Raeburn (1977)
- Experiments in Big Band Jazz 1945 (1980)

## Fordítás
Ez a szócikk részben vagy egészben  a   Boyd Raeburn című angol Wikipédia-szócikk ezen változatának fordításán alapul.  Az eredeti cikk szerkesztőit annak laptörténete sorolja fel. Ez a jelzés csupán a megfogalmazás eredetét és a szerzői jogokat jelzi, nem szolgál a cikkben szereplő információk forrásmegjelöléseként.